# Zaunburg
Die Zaunburg, früher auch Zannenburg, Tzanburg genannt ist eine abgegangene Burg im Ortsteil Alten-Buseck der Gemeinde Buseck im Landkreis Gießen in Hessen.
Die Erbauungszeit der Burg, auf die nur noch der Straßenname „An der Zaunburg“ hinweist, ist unbekannt. Die Burg wurde erstmals 1442 genannt mit Eckhard von Buseck, den man Zanburg nannte, den vor 1442 verstorbenen Vater des Gernand von Buseck. Nach einer Verkaufsurkunde über Ländereien in Alten-Buseck und Wiesen unterhalb der Burg könnte sie im Besitz von Bernhard und Crafft von Buseck, genannt Mönch, gewesen sein. Ob es sie die gemeinsame Stammburg der Familien von Buseck und von Trohe war, an der alle Zweige ihren Anteil hatten, bleibt ungeklärt.
Um 1950 zeigte der Burgstall, der heute überbaut ist, noch Reste des Burghügels, des Burggrabens, Mauerreste und ein Kellergewölbe.